# Kovalovice
Kovalovice (deutsch Kowalowitz) ist eine Gemeinde in Tschechien. Sie liegt fünf Kilometer westlich von Rousínov und gehört zum Okres Brno-venkov.

## Geographie
Kovalovice befindet sich am südlichen Fuße des Drahaner Berglandes in der Thaya-Schwarza-Talsenke. Das Dorf erstreckt sich entlang des Baches Kovalovický potok, der oberhalb des Ortes in einem Bewässerungsteich gestaut wird. Südlich führt die Autobahn D1/E50/E462 vorbei, deren nächste Ausfahrten 210 bei Holubice liegt.
Nachbarorte sind Viničné Šumice im Norden, Vítovice und Královopolské Vážany im Nordosten, Rousínov im Osten, Slavíkovice und Velešovice im Südosten, Stará Pošta, Holubice und Kruh im Süden, Tvarožná im Südwesten, Sivice und Pozořice im Westen sowie Jezera im Nordwesten.

## Geschichte

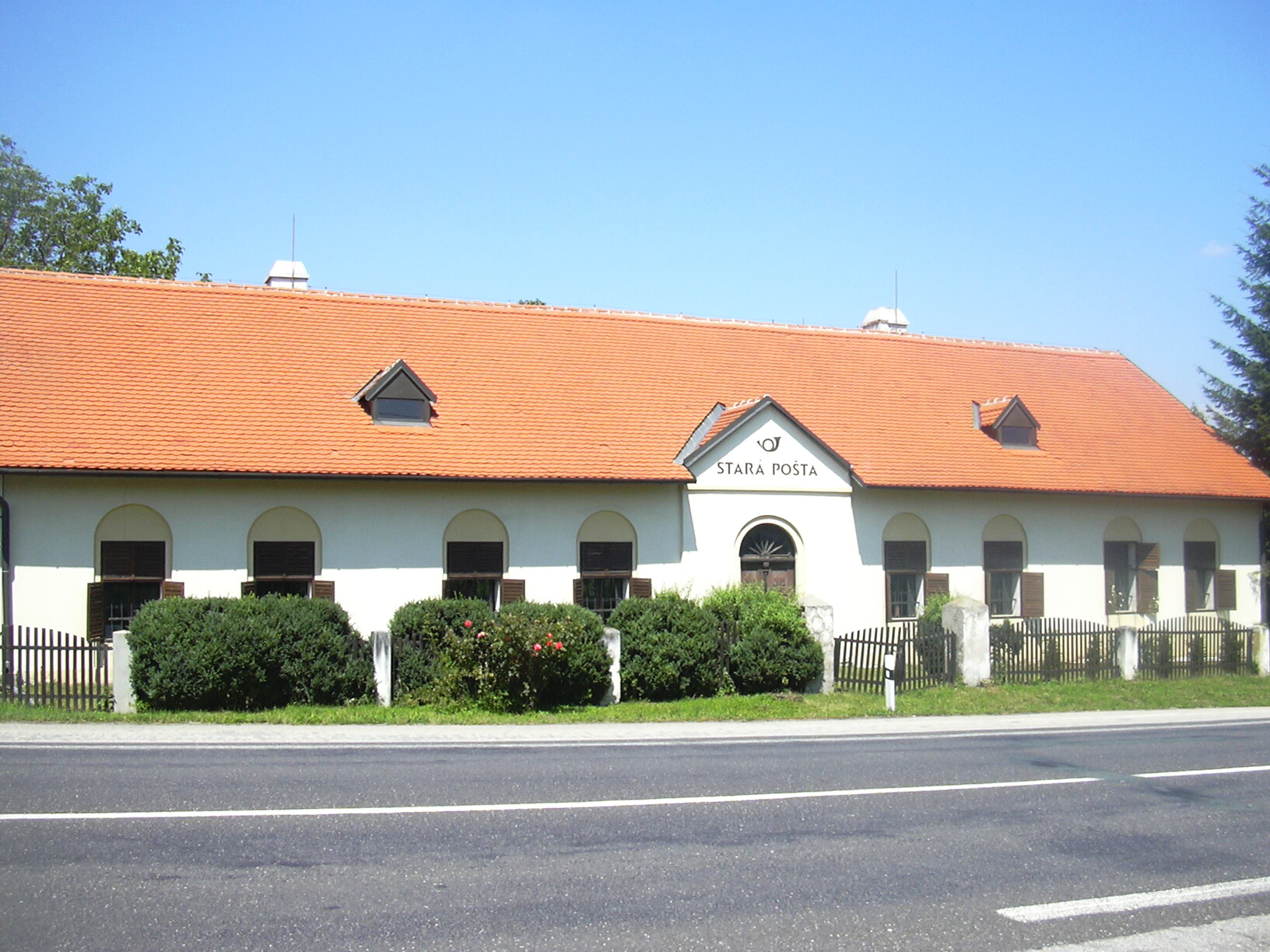
Stará Pošta

Die erste schriftliche Erwähnung von Kovalovice erfolgte im Jahre 1131 in einer Stiftungsurkunde des Olmützer Bischofs Heinrich Zdik. Zu dieser Zeit bestand das Dorf aus 13 Höfen, Besitzer der umliegenden Teiche war Lev von Klobouk. Kovalovice lag am alten schlesischen Steig, einer von Brünn nach Wieliczka führenden Handelsstraße. Im Jahre 1210 wurde Kovalovice in der Bestätigungsurkunde Ottokars I. Přemysl über die Gründung des Klosters Obrowitz aufgeführt. Nachfolgend wechselten die Besitzer des Dorfes mehrmals. Zum Ende des 14. Jahrhunderts war das Dorf Teil dem Markgrafen Johann Heinrich gehörigen Herrschaft Wildenberg. Durch Markgraf Jobst erfolgte zwischen 1385 und 1406 ein Ausverkauf der Dörfer der Wildenberger Herrschaft. Im Jahre 1402 erhielt Peter von Krawarn auf Plumlov die Dörfer Šumice, Pozořice, Kovalovice und Sivice als Geschenk. Ihm folgten dessen Söhne Václav und Jiřík von Krawarn, danach gehörte Kovalovice nacheinander Zich von Lipina, Jakub von Maršova und Markéta von Kovalovice. Machna von Janov und Kovalovice verkaufte das Gut 1480 an Václav und Jiřík Syrovátký von Lhota. Von Václavs Söhnen erwarb Václav Pavlovský von Vidbach Kovalovice. In der Mitte des 16. Jahrhunderts errichtete dessen Sohn Hynek Pavlovský in Kovalovice eine Feste. Er verkaufte das Gut 1563 an Albrecht Černohorský von Boskowitz, der es an seine Herrschaft Pozořice anschloss. In Kovalovice bestanden drei Schmieden, die vom Beschlag der Pferde der durchreisenden Fuhrleute lebten. Weiterhin bestand am Kovalocký potok die Mühle Bahňák. Im Jahre 1597 erwarb das Haus Liechtenstein durch Heirat die Herrschaft Pozořice. Zu Beginn des 17. Jahrhunderts bestand das Dorf aus 45 Häusern. Durch den Dreißigjährigen Krieg verödete Kovalovice und im Hufenregister sind nur noch 23 Häuser aufgeführt. In den 1720er Jahren entstand südlich des Dorfes die neue Kaiserstraße von Olmütz nach Brünn, die von der Kurierpost befahren wurde. An der Straße wurde eine erbliche Posthalterei mit Mautstation und Gasthaus eingerichtet, die die Post bis Austerlitz und Butschowitz vermittelte. Der Theresianische Kataster von 1754 weist für Kovalovice 70 Häuser auf, elf davon waren ohne Feldbesitz. 1805 traf sich Napoleon Bonaparte vor der Schlacht bei Austerlitz in der Poststation mit seinen Marschällen zu einer Beratung. Nach der Schlacht übernachtete er in der Post. 1836 verstarben 30 Einwohner an der Cholera und 1849 erneut 13.
Nach der Aufhebung der Patrimonialherrschaften bildete Kovalovice ab 1850 eine politische Gemeinde in der Bezirkshauptmannschaft Wischau. Ein Großfeuer zerstörte 1852 sieben Häuser des Dorfes. Ein erneuter Ausbruch der Cholera forderte im Jahre 1866 56 Opfer. Im Jahre 1873 eröffnete in Kovalovice eine einklassige Dorfschule, in die bis 1885 auch die Kinder von Šumice eingeschult waren. Bis zum Jahre 1891 wurden auf den Feldern des Gutshofes Anis angebaut. Nach der Auflösung des Okres Vyškov wurde Kovalovice 1950 dem Okres Slavkov zugeordnet. Dieser bestand bis 1960 und seit Beginn des Jahres 1961 gehört die Gemeinde zum Okres Brno-venkov.

## Gemeindegliederung
Für die Gemeinde Kovalovice sind keine Ortsteile ausgewiesen. Zu Kovalovice gehört die aus sechs Häusern bestehende Ansiedlung Stará Pošta (Posorschitzer Post).

## Sehenswürdigkeiten
- Kapelle St. Peter und Paul, geweiht 2001
- ehemalige Feste am Dorfplatz, nach der Rekonstruktion dient sie als Gaststätte Na Tvrzi
- russische Kapelle in Stará Pošta, 1851 zum Gedenken an die russischen Gefallenen in der Schlacht bei Austerlitz
- alte Poststation in Stará Pošta, das Gebäude aus dem Jahr 1785, dient heute als Restaurant, außerdem ist darin ein Museum über das Postwesen und die Schlacht bei Austerlitz untergebracht